# Illa de Banks
L'illa de Banks (en anglès Banks Island) és una de les illes àrtiques del Canadà, situada a la regió d'Inuvik, als Territoris del Nord-oest.
Està separada de l'illa Victòria a l'est per l'Estret del Príncep de Gal·les i del continent pel golf d'Amundsen al sud. El mar de Beaufort es troba al seu oest, i al seu nord-est l'estret de M'Clure separa l'illa de l'illa del Príncep Patrick i de l'illa de Melville.
Hi viuen almenys catorze espècies de mamífers, com ara el caribú de Peary, el caribú de terra erigida i els óssos polars. Fa temps més de 68.000 bous mesquers vivien a l'illa, la majoria de la població mundial. Tanmateix, el bacteri Erysipelothrix rhusiopathiae ha provocat un fort descens del seu nombre. L'illa és la llar d'estiu de centenars de milers d'aus migratòries que nidifiquen al santuari d'aus migratòries número 1 de l'illa de Banks i al santuari d'aus migratòries número 2 de l'illa de Banks.
Segons el cens del 2016 tenia una població humana de 103 persones, totes a Sachs Harbour.

## Geografia

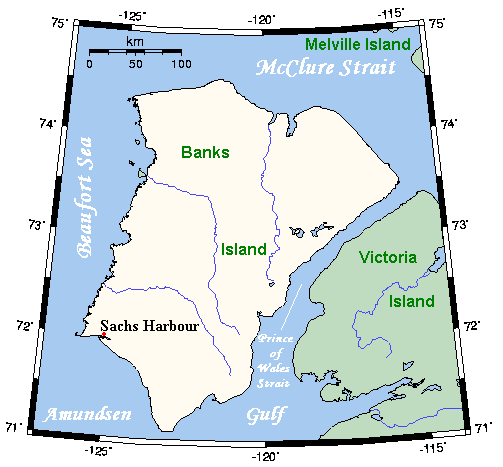
Mapa de l'illa Banks

L'illa de Banks té una superfície de 70.028 km², cosa que la converteix en la 24a més gran del món i la 5a del Canadà. Fa uns 380 km de llarg, i en el seu punt més ample, al nord, fa uns 290 km. El punt més alt de l'illa es troba al sud, a Durham Heights amb 732 m. L'illa sols té un nucli de població permanent, Sachs Harbour, que es troba a la costa sud-oest i on es concentren els 114 habitants que té l'illa. La longitud total de la costa és de 1.920 km. Les grans badies són De Salie (al sud-est), Tisiger (al sud-oest), Burnet i Storkerson (a l'oest). Els punts extrems són el cap Prince Alfred al nord-oest, el cap Kellett al sud-oest, el cap Lambton al sud, el cap Russell a l'est i el cap Rothesley al nord.
A l'est, l'estret del Príncep de Gal·les la separa de l'illa Victòria, mentre que, al sud, el golf d'Amundsen la separa delcontinent americà. A l'oest està banyada per la mar de Beaufort. Al nord-est, l'estret de McClure la separa de les illes del Príncep Patrick i de Melville.
El relleu està fortament marcat per l'erosió provocada per les glaceres i el vent polar. Són nombrosos els congosts i penya-segats de fins a 400 m. Topogràficament, Banks es divideix en tres zones: un altiplà al sud i al nord, entre els quals es troba la part central baixa de l'illa. L'altiplà nord acaba al mar amb penya-segats (l'alçada dels quals arriba a 335 м), però a la part oriental ha patit l'erosió i baixa força fort cap al centre de l'illa, donant pas a les terres baixes muntanyoses. La resta de la part central és majoritàriament plana, coberta de dipòsits glacials, amb amples valls fluvials no distingibles durant els mesos de neu. A l'est de la terra baixa, on es va desenvolupar la principal activitat glacial, hi ha nombrosos llacs i carenes en forma de drumlin; a la plana costanera occidental, composta per sorres i graves que es remunten al període terciari i primers del Plistocè, no hi ha dipòsits glacials.
L'altiplà sud està separat de la terra baixa central pel riu Masik, que neix a la costa est i desemboca a la badia a l'oest. La part sud de l'illa està formada per roques volcàniques i sedimentàries. Hi ha alts penya-segats tant als extrems sud-oest com al sud-est de l'illa. Al sud-est, els penya-segats estan formats per quarsites grogues, blanques i vermelles. El sud-oest està format per roques precambrianes que són almenys 325 milions d'anys més antigues que la resta de l'illa (l'altiplà nord està compost de pedra calcària). Aquesta part de Banks acull el Nelson Head de 425 m d'altitud. Les terres baixes de la part central de Banks estan formades principalment per roques del Proterozoic tardà amb intrusions de gabre. A l'extrem sud de l'illa es troba el seu punt més alt: el cim de Durham Heights (segons l'Encyclopadia Britannica, altitud sobre el nivell del mar 760 m segons L'Enciclopèdia Canadenca, 730 m, i el lloc web de Peakbagger dedicat a l'alpinisme l'estima en 724 m).
Els rius més grans de l'illa, el Big, Bernard i Thomsen, comencen a la part sud-est de Banks i flueixen per la seva part central baixa. El riu Thomsen, el riu més al nord del Canadà accessible en canoa, travessa el Parc Nacional Aulavik. El riu Big i el riu Bernard desemboquen a l'oest a l'oceà Àrtic, i el riu Thomsen desemboca cap al nord a McClure Sound.
Sota l'altiplà del nord hi ha capes de carbó dur i brut. S'ha descobert carbó més tou prop de la badia de Mersey. També s'assumeix la presència de dipòsits d'urani a les roques sedimentàries mesozoiques i terciàries; L'exploració de diamants està en marxa a la part nord-est de Banks.

### Clima
L'illa de Banks té un clima de tundra (Köppen ET) típic de l'Àrtida canadenca amb hiverns llargs i freds i estius curts i frescos. Com que les activitats de molts residents de la comunitat giren al voltant de la pesca, la caça i els viatges, molts residents tenen un coneixement considerable de les condicions meteorològiques, el permagel i fins i tot els patrons d'erosió.
El clima de la costa nord-oest de l'illa, banyada pel mar de Beaufort, es caracteritza com a baix àrtic, i la part central de l'illa de Banks, com a àrtic central. Les temperatures mitjanes anuals a la costa del mar de Beaufort, que experimenta la influència moderadora de les aigües obertes a l'estiu i principis de tardor, són de −14 °C; la temperatura mitjana a l'hivern és de −29 °C, a l'estiu d'1 °C. L'interval de temperatures és més ampli: des de −30 °C a l'hivern fins a 2 °C a l'estiu (temperatura mitjana anual −16 °C). El volum mitjà de precipitació és de 100-200 mm anuals.

## Història

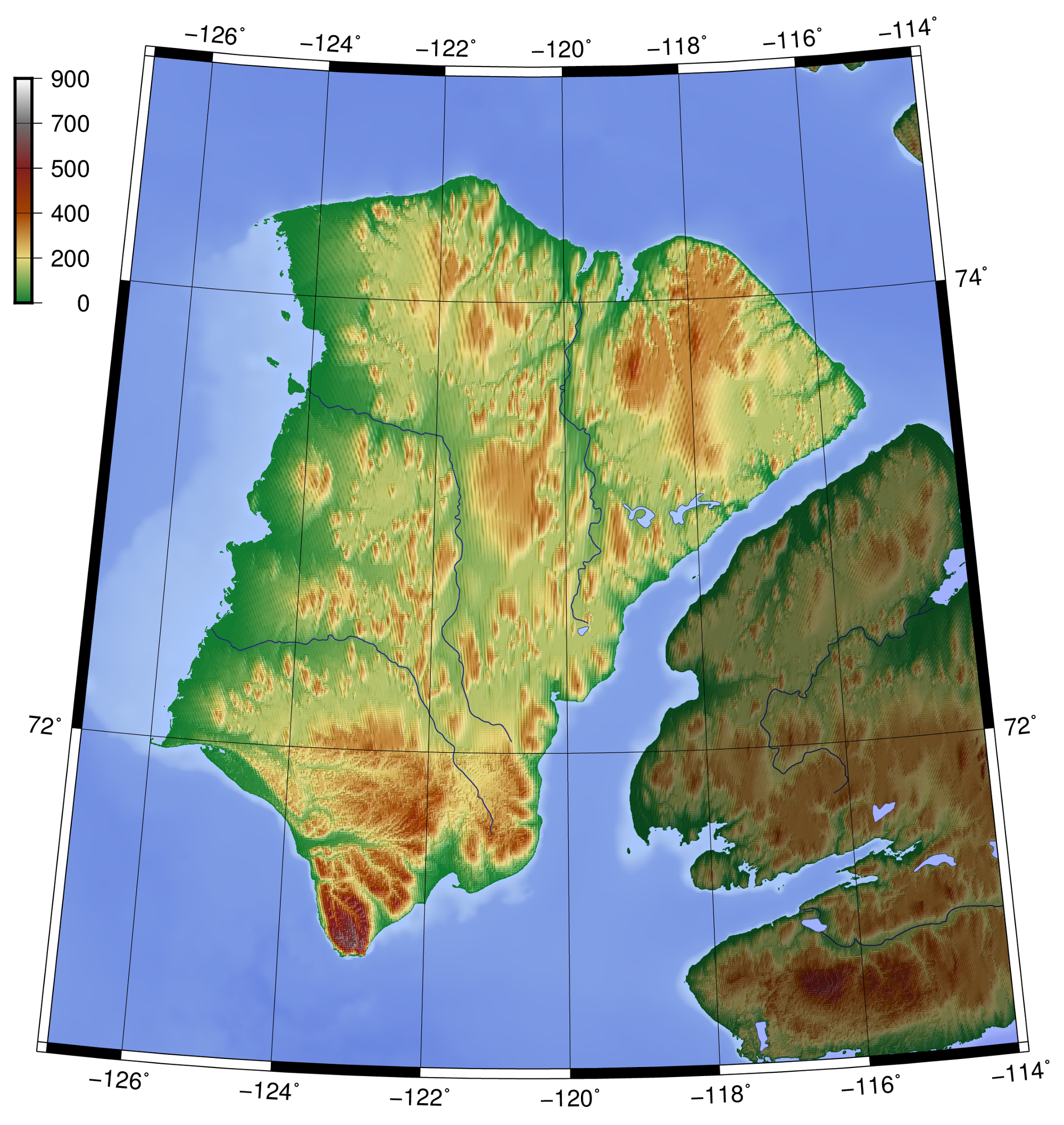
Topografia de l'illa de Banks

S'han trobat llocs culturals anteriors a Dorset que daten d'aproximadament el 1500 aC, però el contacte europeu va arribar molt més tard.
L'únic assentament permanent de l'illa és el llogaret inuvialuit de Sachs Harbour (Ikahuak), a la costa sud-oest. Fou batejada amb el seu nom actual el 1820 per l'explorador britànic William Edward Parry en honor del naturalista i botànic Joseph Banks que en aquell moment dirigia la Royal Society. Amb tot, durant l'exploració de la zona de Robert McClure (1850-1854) l'illa apareixia als mapes amb el nom d'illa Baring.

### Investigadorde l'HMS
El vaixell de McClure, HMS Investigator, va quedar congelat a l'estret del Príncep de Gal·les. Aquella primavera va enviar grups de trineu i va determinar que l'illa de Banks era una illa. L'any següent gairebé va donar la volta a l'illa, però es va quedar atrapat de nou a Mercy Bay pel gel, on ell i la seva tripulació van passar els següents tres mesos abans de poder escapar.

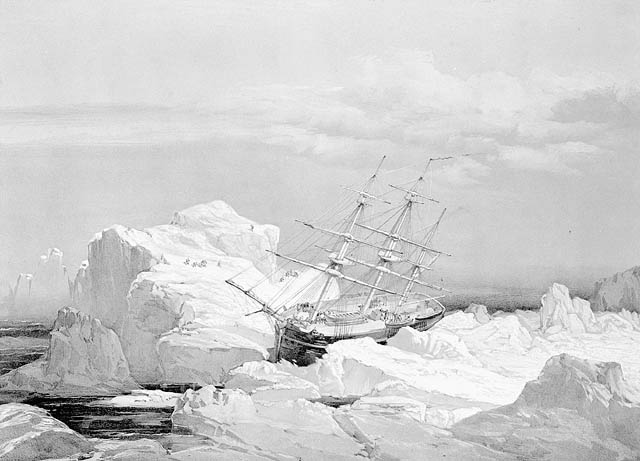
HMS Investigator, illa de Baring, agost de 1851

El juliol de 2010, els arqueòlegs de Parks Canada buscaven HMS Investigator i el van trobar 15 minuts després que iniciessin una exploració del sonar de la Mercy Bay de l'illa de Banks. La tripulació d'arqueologia no tenia previst aixecar el vaixell. Tenien previst dur a terme una exploració exhaustiva del sonar de la zona i després enviar un vehicle operat a distància.

## Flora i fauna
L'illa de Banks es troba en dues regions ecològiques nord-americanes designades pel Fons Mundial per a la Vida Silvestre, la tundra costanera àrtica i la tundra polar. L'illa no té arbres, amb la planta més alta, el salze àrtic, que creix de tant en tant fins a l'alçada del genoll d'una persona, però normalment no arriba als 10 cm. La base de la coberta vegetal de l'illa està formada per molses i herbes i arbustos de creixement baix, entre els quals destaquen, a més del salze àrtic, la saxífraga oppositeifolia, la rosella polar, diversos tipus de carinyes, cobresies i dríades.
A la costa occidental predominen gelisols al·luvials mixts i estàtics; a la part central predominen els criosols mixtos basats en sediments glacials. Entre una quarta part i un terç de la plana costanera occidental i gran part de la regió central són zones humides, principalment marjades, de vegades amb petits túmuls de torba, o aiguamolls costaners al llarg dels llits de rierols poc profunds i la vora del mar. Sota la capa superior del sòl hi ha una capa profunda i contínua de permagel amb un alt contingut de gel en forma de falques de gel.
L'illa de Banks és la llar d'una gran colònia d’oques de les neus menors, que creuen el golf d'Amundsen des del continent. Hi ha una caça anual d'oques a la primavera fora de Sachs Harbour. L'illa forma part del bioma mundial de la tundra, que té hiverns extremadament freds. L'illa és la llar de caribús, óssos polars, bous mesquers i ocells, inclosos els residents de tot l'any, el corb comú i la perdiu.
Dos santuaris federals d'aus migratòries es van fundar a l'illa el 1961.
El Parc Nacional d'Aulavik del Canadà protegeix uns 12.274 km² de les terres baixes àrtiques a l'extrem nord de l'illa. El parc té la concentració més alta de bous mesquers de la terra i és la llar del caribú de Peary, en perill d'extinció. El riu Thomsen travessa el parc, i és el riu navegable més al nord (en canoa) d’Amèrica del Nord. La perdiu blanca i els corbs es consideren els únics ocells que hi ha al parc durant tot l'any, tot i que 43 espècies fan ús estacional de la zona. A Inuvialuktun, Aulavik significa lloc on la gent viatja i la vida salvatge i la terra han donat suport als pobles aborígens durant més de 3.400 anys, des de les cultures pre-Dorset fins als inuvialuit contemporanis.
El primer híbrid confirmat d'ós gris i ós polar trobat a la natura es va disparar a l'illa de Banks l'abril de 2006, prop de Sachs Harbour. Els paisatges de l'illa estan conformats per la tundra, un bioma terrestre amb hiverns extremadament freds. Hi viuen dos terços de la població mundial de l'oca de les neus. La fauna està representada també per caribús, ossos polars, bous mesquers i ocells com ara merles i orenetes.

## Bibliografia

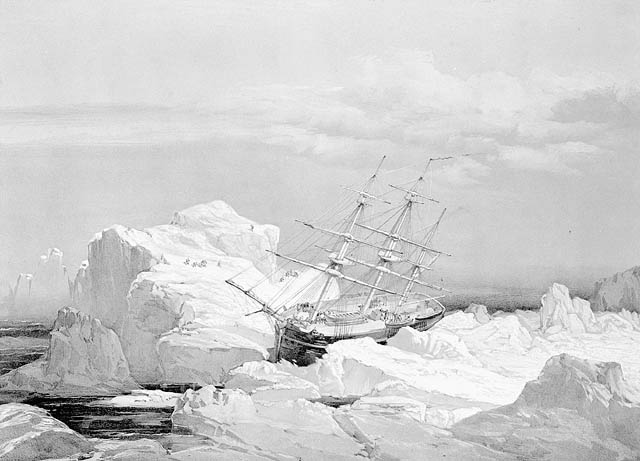
El HMS Investigator, a l'«illa de Baring» (actualment illa de Banks, 1851).